# Myrmecaelurus major
Myrmecaelurus major is een insect uit de familie van de mierenleeuwen (Myrmeleontidae), die tot de orde netvleugeligen (Neuroptera) behoort. 
Myrmecaelurus major is voor het eerst wetenschappelijk beschreven door McLachlan in Fedchenko in 1875.